# شيوة (أذربيجان الغربية)
شيوة هي قرية في مقاطعة سلماس، إيران. عدد سكان هذه القرية هو 203 في سنة 2006.